# Hydraena cappadocica
Hydraena cappadocica är en skalbaggsart som beskrevs av Manfred A. Jäch 1988. Hydraena cappadocica ingår i släktet Hydraena och familjen vattenbrynsbaggar. Inga underarter finns listade i Catalogue of Life.